# Домашево
Домашево (на сръбски: Домашево) е село в Босна и Херцеговина, разположено в община Требине, в ентитета на Република Сръбска. Населението му според преброяването през 2013 г. е 45 души, от тях: 45 (100,00 %) сърби.

## Население
Численост на населението според преброяванията през годините:
- 1961 – 175 души
- 1971 – 157 души
- 1981 – 143 души
- 1991 – 88 души
- 2013 – 45 души